# Jordmossor
Jordmossor (Dicranella) är ett släkte av bladmossor. Jordmossor ingår i familjen Dicranaceae.

## Bildgalleri

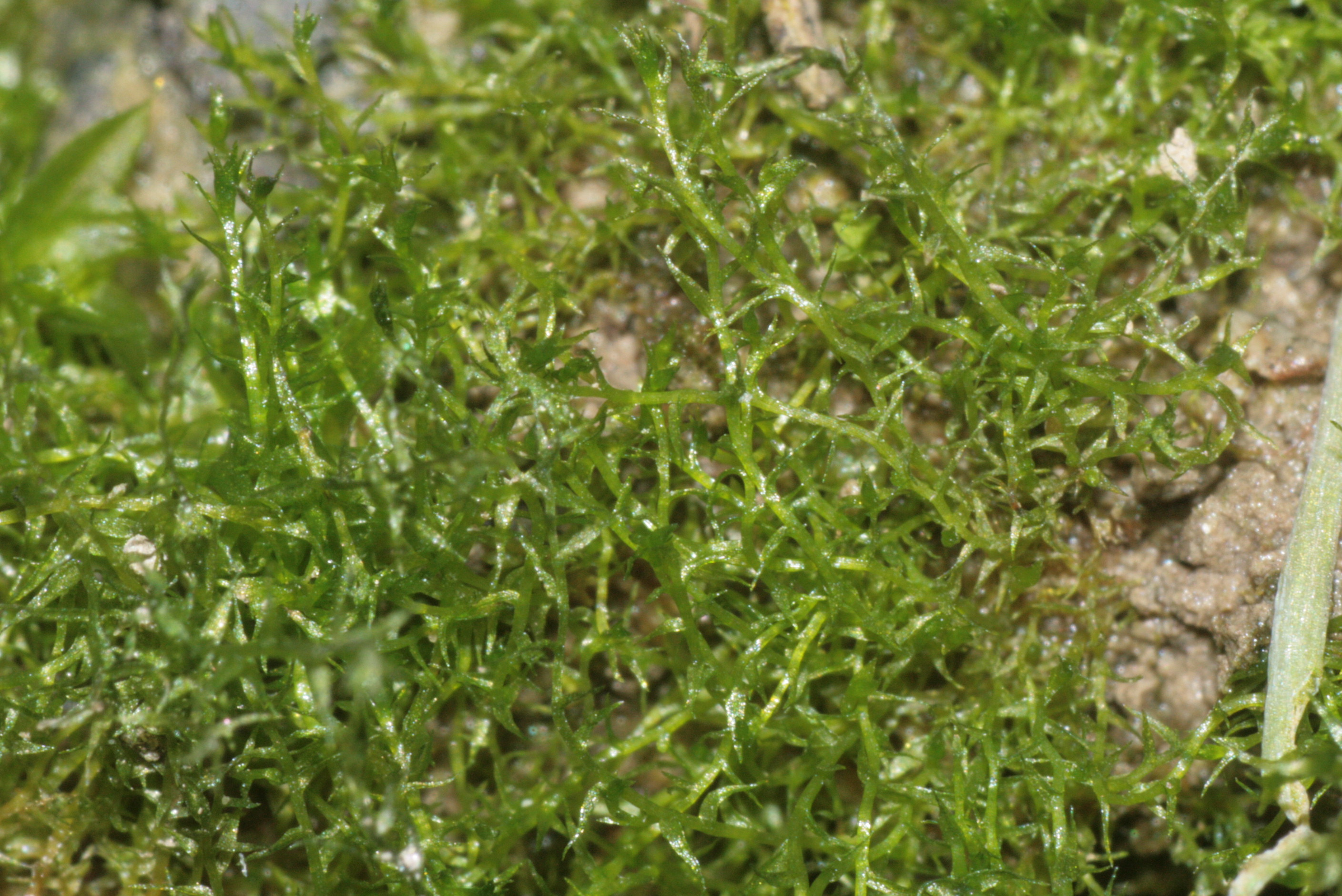
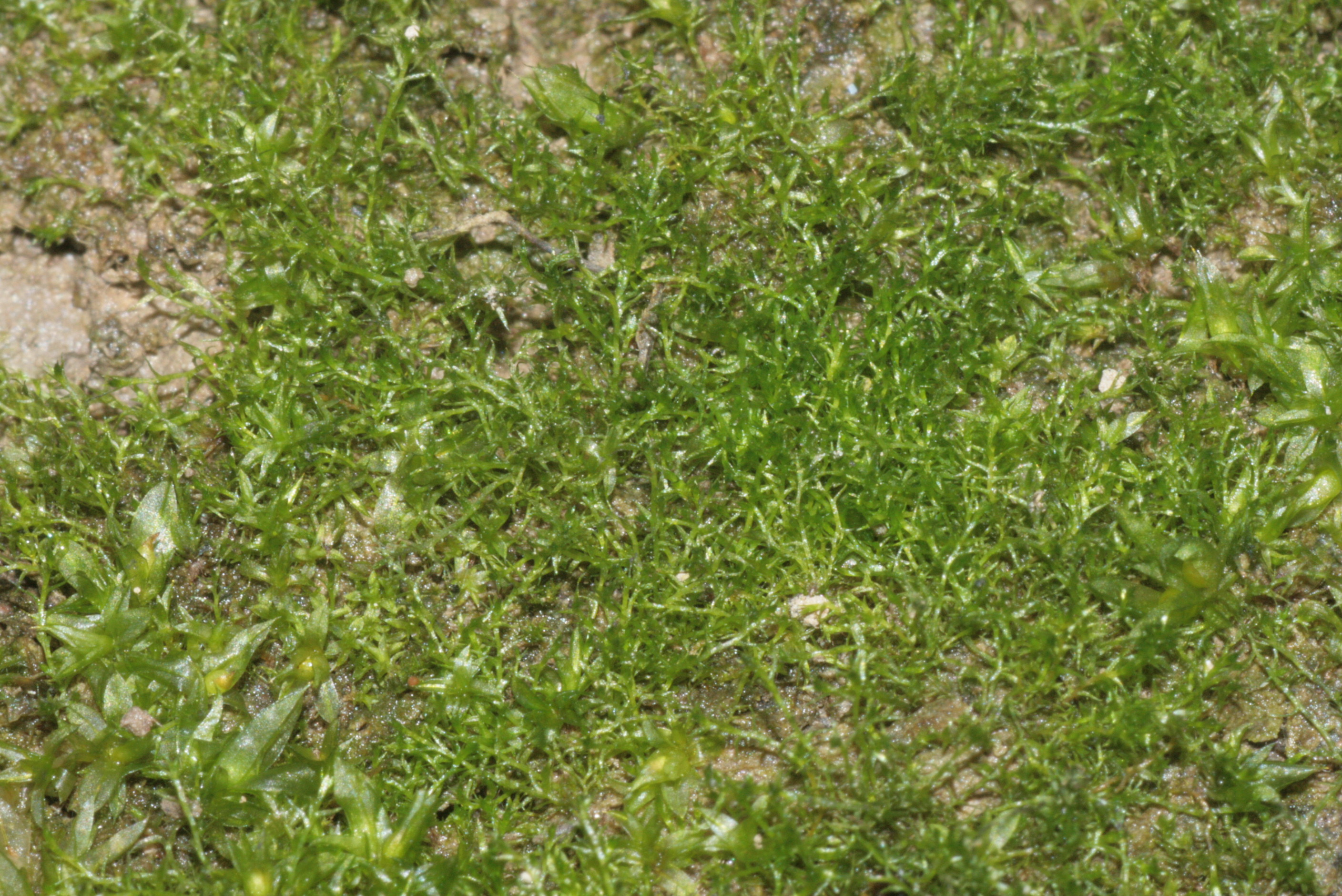
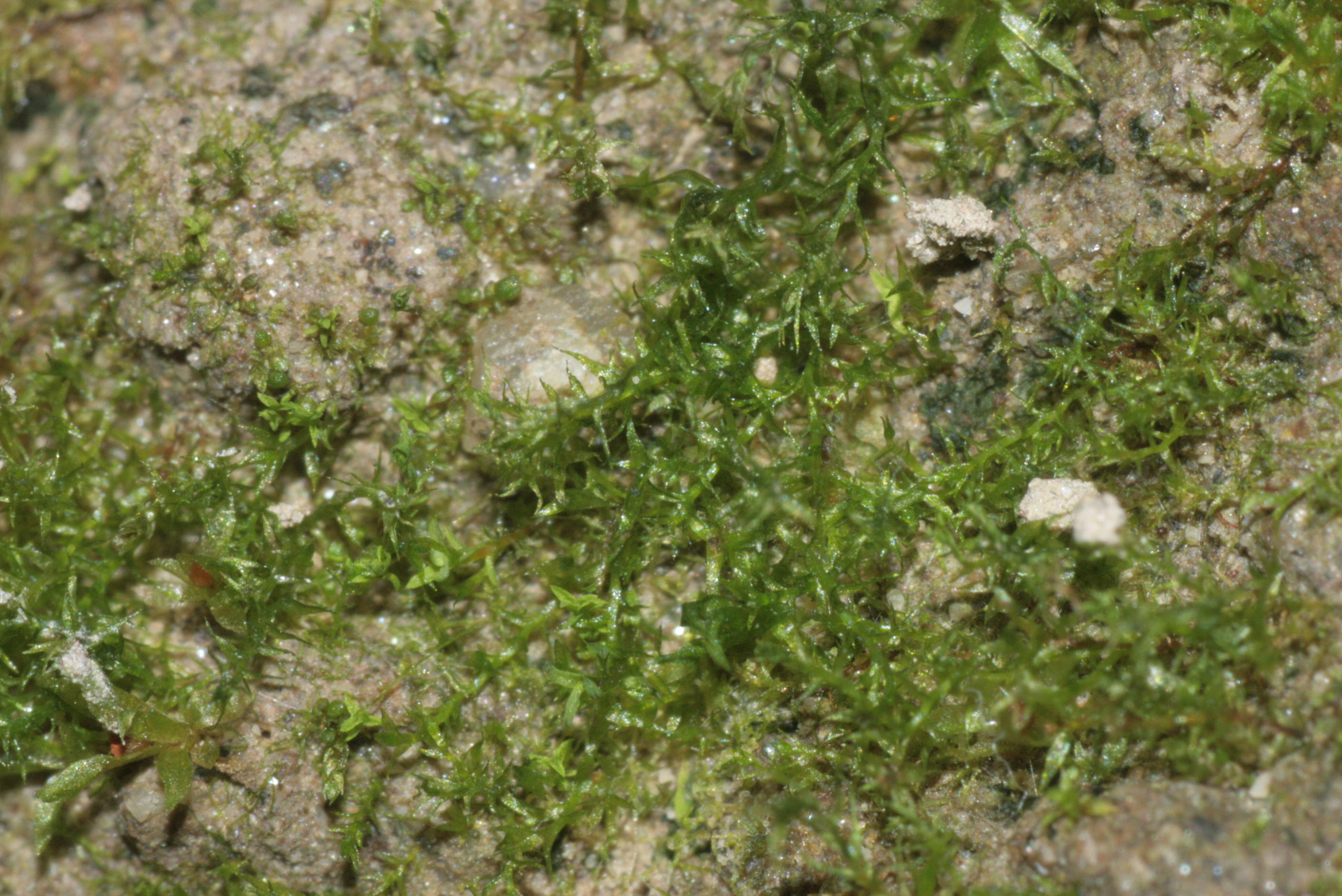
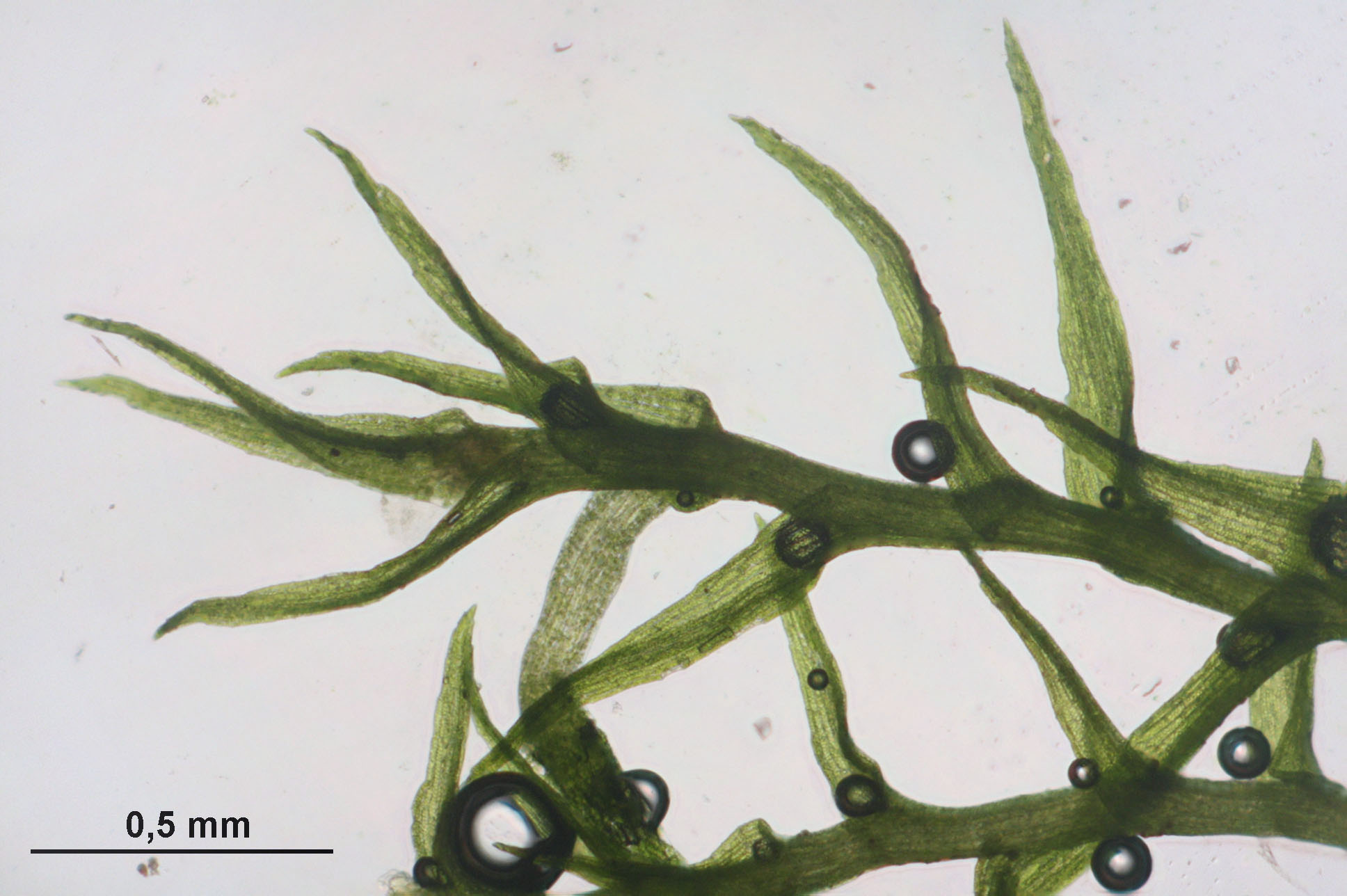
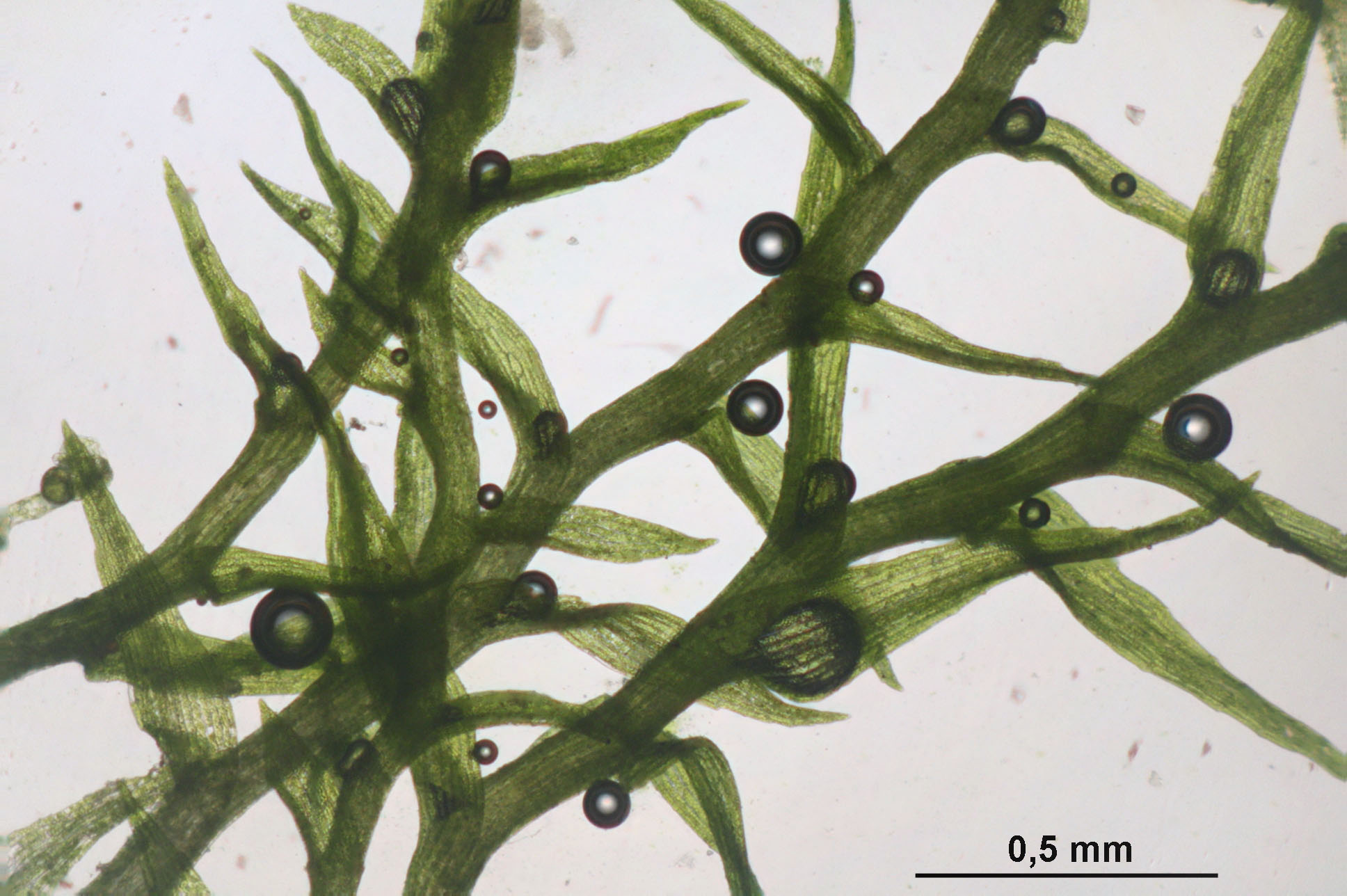
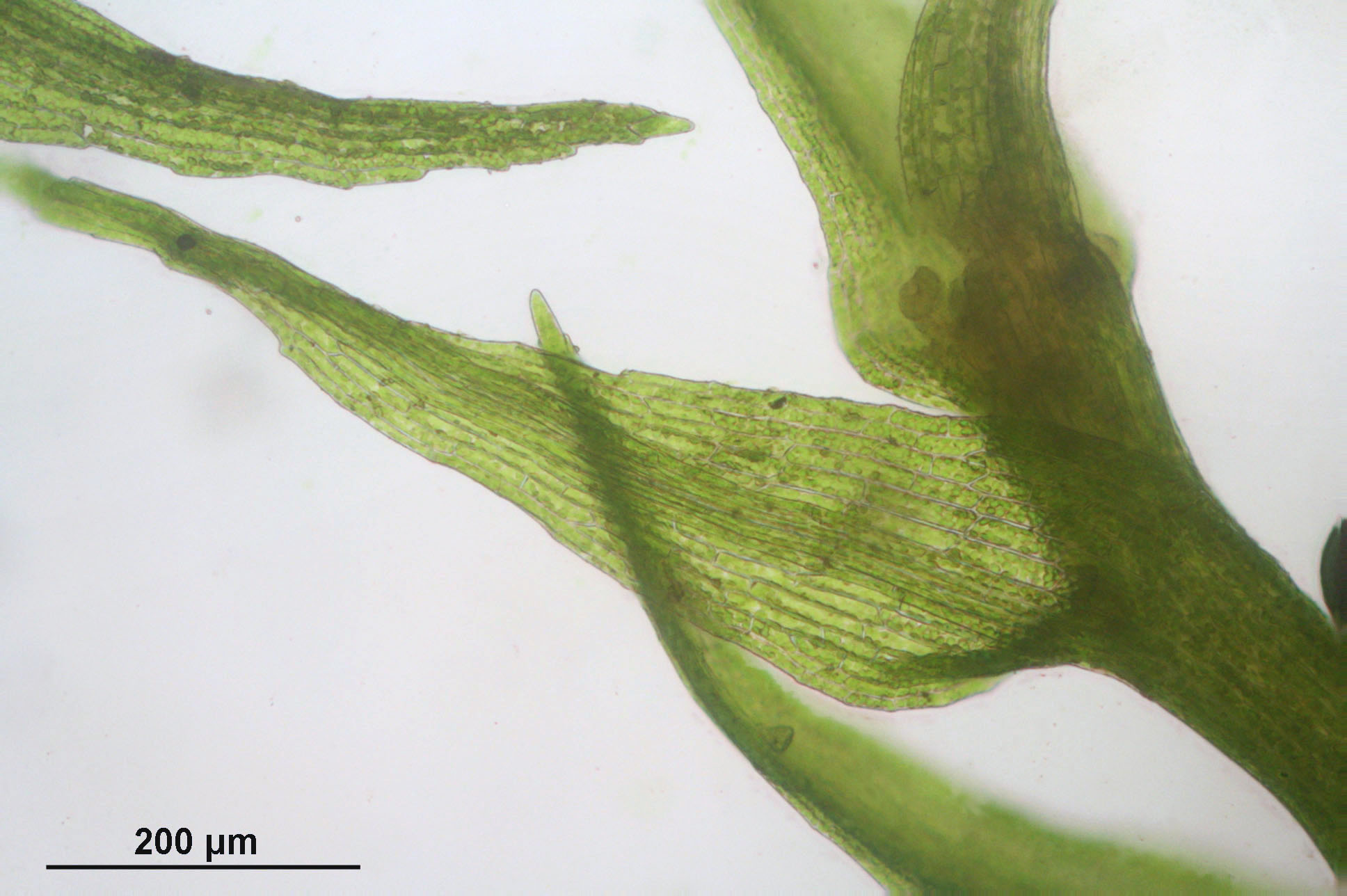

## Dottertaxa till Jordmossor, i alfabetisk ordning[1][2]
- Dicranella acroclada
- Dicranella affinis
- Dicranella afroexigua
- Dicranella alpina
- Dicranella amplexans
- Dicranella ampullacea
- Dicranella angustifolia
- Dicranella annamensis
- Dicranella apolensis
- Dicranella apophysatula
- Dicranella argentinica
- Dicranella ascensionica
- Dicranella aulacocarpa
- Dicranella austroexigua
- Dicranella austro-sinensis
- Dicranella baileyana
- Dicranella barbensis
- Dicranella barnesii
- Dicranella bicolor
- Dicranella bogotensis
- Dicranella boliviana
- Dicranella borbonica
- Dicranella brachyblepharis
- Dicranella breviseta
- Dicranella caldensis
- Dicranella callosa
- Dicranella cameruniae
- Dicranella canariensis
- Dicranella cardotii
- Dicranella cerviculata
- Dicranella circinata
- Dicranella coarctata
- Dicranella congolensis
- Dicranella consimilis
- Dicranella cratericola
- Dicranella crenulata
- Dicranella crinalis
- Dicranella densa
- Dicranella densifolia
- Dicranella denticulata
- Dicranella dietrichiae
- Dicranella dilatatinervis
- Dicranella ditissima
- Dicranella ditrichoides
- Dicranella divaricata
- Dicranella divaricatula
- Dicranella dussii
- Dicranella edentata
- Dicranella elata
- Dicranella erectotheca
- Dicranella euryphylla
- Dicranella eustegia
- Dicranella exigua
- Dicranella exilis
- Dicranella falcularia
- Dicranella fallax
- Dicranella fitz-geraldii
- Dicranella flaccidula
- Dicranella flavipes
- Dicranella fuegiana
- Dicranella fukienensis
- Dicranella fusca
- Dicranella glauca
- Dicranella glaziovii
- Dicranella globicarpa
- Dicranella gonoi
- Dicranella grandispora
- Dicranella gremmenii
- Dicranella griffithii
- Dicranella guadelupensis
- Dicranella guilleminiana
- Dicranella gymna
- Dicranella harrisii
- Dicranella hawaiica
- Dicranella heteromalla
- Dicranella hilariana
- Dicranella hillebrandii
- Dicranella hochreutineri
- Dicranella howei
- Dicranella ihsibae
- Dicranella infuscata
- Dicranella integrifolia
- Dicranella itatiaiae
- Dicranella juliformis
- Dicranella kenyae
- Dicranella kiushiana
- Dicranella kunzeana
- Dicranella lagunaria
- Dicranella leibergii
- Dicranella lenta
- Dicranella leptoneura
- Dicranella ligulata
- Dicranella ligulifolia
- Dicranella liliputana
- Dicranella lindigiana
- Dicranella linearifolia
- Dicranella longifolia
- Dicranella longirostris
- Dicranella lusitanica
- Dicranella lutaria
- Dicranella luteola
- Dicranella macromorpha
- Dicranella macrospora
- Dicranella madagassa
- Dicranella martiana
- Dicranella mayebarae
- Dicranella micro-divaricata
- Dicranella minuta
- Dicranella moenkemeyeri
- Dicranella muelleri
- Dicranella muralis
- Dicranella nanocarpa
- Dicranella nitida
- Dicranella nitidula
- Dicranella nodicoma
- Dicranella osculatiana
- Dicranella oshimae
- Dicranella pabstiana
- Dicranella pacifica
- Dicranella pallidiseta
- Dicranella papillinervis
- Dicranella papua-palustris
- Dicranella paraguensis
- Dicranella paucifolia
- Dicranella perrottetii
- Dicranella pertenella
- Dicranella pervilleana
- Dicranella polii
- Dicranella pomiformis
- Dicranella ponapensis
- Dicranella proscripta
- Dicranella pseudosubulata
- Dicranella puiggarii
- Dicranella pumila
- Dicranella pusilla
- Dicranella pyrrhotricha
- Dicranella quelpaertensis
- Dicranella remotifolia
- Dicranella reticulata
- Dicranella rigida
- Dicranella rigidula
- Dicranella rio-grandensis
- Dicranella rivalis
- Dicranella rufiseta
- Dicranella samoana
- Dicranella schmidii
- Dicranella schreberi
- Dicranella sclerophylla
- Dicranella sericea
- Dicranella setifera
- Dicranella stackhousiana
- Dicranella standleyi
- Dicranella stickinensis
- Dicranella stricticaulis
- Dicranella strumulosa
- Dicranella subangulata
- Dicranella subfalcularia
- Dicranella subpycnoglossa
- Dicranella subsecunda
- Dicranella subsubulata
- Dicranella subsulcata
- Dicranella subulata
- Dicranella sumatrana
- Dicranella temperata
- Dicranella tenax
- Dicranella tenuisetula
- Dicranella torrentium
- Dicranella tovariensis
- Dicranella trumpffii
- Dicranella ulei
- Dicranella usambarica
- Dicranella varia
- Dicranella weberbaueri